# Huygensovo načelo
Huygensovo načelo (tudi Huygens-Fresnelovo načelo) v fiziki pravi, da je vsaka točka valovnega čela izhodišče novega vala, ki se imenuje elementarni val. Novo valovno čelo je sestavljeni val iz vseh elementarnih valov. V treh razsežnostih ima elementarni val obliko polkrogle, v dveh razsežnostih pa obliko polkroga. 
Načelo se imenuje po nizozemskem astronomu, fiziku in matematiku Christiaanu Huygensu (1629–1695) in francoskem fiziku in izumitelju Augustin-Jeanu Fresnelu (1788–1827). 
S Huygensovim načelom se zelo preprosto opiše lom svetlobe in uklon (glej sliki).